# عطاء بن ابی مسلم خراسانی

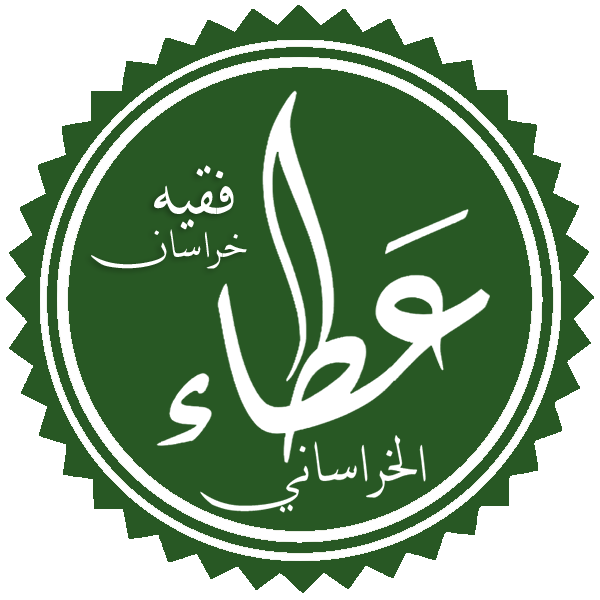

عطاء بن ابی مسلم خراسانی (۶۰ ق / ۶۷۱–۱۳۵ ق / ۷۵۲ م)، تابعی، فقیه، مفسر، مجاهد و از راویان حدیث نبوی است. وی در سال ۶۰ هجری قمری در بلخ به دنیا آمد و در آغاز زندگی در خراسان بزرگ شد. عطاء به دلیل وفاداری به مهلب بن ابی‌صفره، قاضی و فقیه خراسان شد. کنیه او ابو ایوب است.
او بعد از خراسان به مدینه رفت و از زید بن اسلم درخواست تفسیر قرآن نمود و به تفسیر قرآن و علوم او علاقه‌مند شد. عطاء روایات زیادی دارد که در باب تفسیر و علوم قرآن نوشته شده‌است. تألیفاتی از قبیل «الناسخ والمنسوخ فی کتاب الله» و «التفسیر» و «تنزیل القرآن» به او نسبت داده شده‌است.